# Harry Andersson
Harry Andersson (* 7. März 1913 in Norrköping; † 6. Juni 1996 ebenda) war ein schwedischer Fußballnationalspieler.

## Laufbahn
Andersson spielte für IK Sleipner in der Fotbollsallsvenskan. 1935 wurde er mit 23 Saisontoren Torschützenkönig der Liga, 1938 mit dem Verein schwedischer Meister.
Andersson war außerdem schwedischer Nationalspieler. Für die Blågult nahm er an der Weltmeisterschaft 1938 teil. Beim 8:0-Sieg über Kuba am 12. Juni 1938 im Viertelfinale des Turniers erzielte er drei Tore. Am Ende wurde Andersson, der alle drei Spiele bestritt, mit der Mannschaft Vierter.